# Самдан, Бады-Маадыр Кудажыевич
Бады-Маадыр Кудажыевич Самдан (31 марта 2002, Улуг-Хемский кожуун, Тыва) — российский борец вольного стиля. Кандидат в мастера спорта России. Призёр чемпионата России.

## Спортивная карьера
29 января 2022 года принимал участие на Кубке памяти Ивана Ярыгина в Красноярске, где в 1/8 финала проиграл Бакдаулету Алментаю из Казахстана. В апреле 2022 года в Красноярске стал бронзовым призёром чемпионата Сибирского Федерального округа. В августе 2022 года на Всероссийской спартакиаде в Казани в 1/4 финала проиграл Ньургуну Сергину из Якутии. 13 апреля 2024 года в Улан-Удэ, одолев в финале Ганбайяра Тувшинтура из Монголии, победил на Международном турнире «Байкал Опен». 4 мая 2024 года в Подмосковье в малом финале чемпионата России, выиграл у Рамазана Шабанова из Дагестана со счётом 7:3, завоевав бронзовую медаль. 18 июня 2024 года в Казани, одолев в схватке за 3 место Владислава Козлова из Белоруссии, завоевал бронзовую медаль игры БРИКС.

## Личная жизнь
Уроженец Улуг-Хемского кожууна. Старший брат: Демир-Хая Самдан (род. 2000) — борец сумо, мастер спорта России.

## Спортивные результаты
- Чемпионат России по вольной борьбе 2024 — ;
- Спортивные игры БРИКС 2024 — ;